# Meredith (Nueva York)
Meredith es un pueblo ubicado en el condado de Delaware en el estado estadounidense de Nueva York. En el año 2000 tenía una población de 1,588 habitantes y una densidad poblacional de 10 personas por km².

## Geografía
Meredith se encuentra ubicado en las coordenadas 42°21′30″N 74°56′04″O / 42.35833, -74.93444.

## Demografía
Según la Oficina del Censo en 2000 los ingresos medios por hogar en la localidad eran de $38,021, y los ingresos medios por familia eran $43,102. Los hombres tenían unos ingresos medios de $27,917 frente a los $21,823 para las mujeres. La renta per cápita para la localidad era de $19,715. Alrededor del 14.2% de la población estaban por debajo del umbral de pobreza.